# Genki bakuhatsu Ganbaruger
Genki bakuhatsu Ganbaruger (元気爆発ガンバルガー?, Genki bakuhatsu Ganbarugā) è una serie televisiva mecha anime di 47 episodi, seconda serie prodotta dalla serie Eldran creata dalla Tomy, prodotta dallo studio Sunrise. L'anime è andato in onda su TV Tokyo dal 1º aprile 1992 al 24 febbraio 1993.

## Trama
Il padre di Kotaro sta cercando di insegnare al figlio l'arte dei ninja. Una bomba rilascia accidentalmente un grande demone che era stato rinchiuso da Eldran. Eldran riesce a rinchiuderlo nuovamente, ma uno dei servi del demone scappa e tenta di liberare il suo padrone. Per fermarlo, Eldran consegna tre mecha Go Tiger, King Elephant e Mach Eagle a Kotaro e due suoi amici, dandone a questi grandi poteri per eliminare il pericolo.

## Personaggi

### Squadra Gambare
- Kotaro Kirigakure (霧隠 虎太郎?, Kirigakure Kotarou) è il pilota più importante, che diviene il Ganbar giallo. Quando indossa il vestito Ganbare guadagna super-velocità. Il suo veicolo è la Ganbar Bike, motocicletta con sembianze da tigre. Kotaro pilota il Go Tiger ed è il principale pilota del Ganbaruger e del Gran Ganbaruger. È studente del quarto anno di scuola elementare e suo padre gli insegna l'arte dei ninja.
- Yousuke Kazamatsuri (風祭 鷹介?, Kazamatsuri Yousuke) è il nerd del gruppo, che diviene il Ganbar blu. Quando indossa il vestito Ganbare guadagna i super-sensi. Yousuke guida il Ganbare Jet e il Mach Eagle. Dopo aver protetto l'uovo che lo contiene, Yousuke guida anche il Gekiryuger.
- Rikiya Ryuzaki (流崎 力哉?, Ryuuzaki Rikiya) è il Ganbar rosso e possiede la super-forza. Il suo veicolo è il Ganbar Buggy, una piccola go-kart rossa, che è parte del mecha King Elephant. Nei casi d'emergenza, Rikiya guida il Revolger.

### Amici e alleati
- Toubei Kirigakure (霧隠 藤兵衛?, Kirigakure Toubei) è il padre di Kotaro ed è un ninja. All'inizio della serie Yaminorius lo trasforma in un cane; forma nella quale Toubei rimane fino alla battaglia finale. Nella sua forma canina, Toubei è chiamato Gonzales, o in breve Gon.
- Kasumi Kirigakure (霧隠 かすみ?, Kirigakure Yayoi) è la sorella maggiore di Kotaro. Diviene una persona demoniaca dopo l'influenza della magia di Yaminorius.
- Yayoi Kirigakure (霧隠 やよい?, Kirigakure Kasumi) è la madre di Kotaro e Kasumi ed è una maestra di scuola materna.
- Aiko Tachibana (立花 亜衣子?, Tachibana Aiko) è la maestra della classe 4-1. È molto severa ma è anche molto attaccata ai suoi alunni.
- Chinatsu Yuuki (結城 千夏?, Yuuki Chinatsu) è una fotografa ed è sempre alla ricerca del "prossimo scoop", nonostante sia solo una bambina di quarta elementare.
- Yurika Komaki (小牧 百合香?, Komaki Yurika) frequenta la classe 4-1 con Yousuke, e con quest'ultimo prende lezioni di violino.
- Generale Takeda (武田長官?, Takeda-Choukan) è il comandante delle forze di difesa. Compare anche nell'anime Nekketsu Saikyō Go-Saurer.
- Katsura Takeda (武田 桂?, Takeda Katsura) è la figlia del generale Takeda delle forze di difesa.
- Genzo Araki (荒木源蔵?, Araki Genzou) è il padre di Junkato.

### I Daimakai
- Yaminorius III (ヤミノリウスⅢ世?, Yaminoriusu Sansei) è il mago e servo di Gokurark. Yaminorius giura fedeltà al regno degli inferi e ha grandi poteri magici. Molto spesso assume la forma umana del giornalista Kyouji Yamino. Dopo la sconfitta del suo padrone, la parte superstite Gokuark si fonde con lui dandogli maggiori poteri.

#### I tre grandi demoni
- Gokuark (ゴクアーク?, Gokuaaku) è il capo dei tre demoni ed è inizialmente sigillato nel santuario nella casa di Kotaro. Dopo la prima sconfitta contro la squadra Ganbare, si nasconde all'interno di Yaminorius.
- Seiyark (サイアーク?, Saiaaku) è il secondo dei tre demoni ed è inizialmente sigillato nella statua di Cristo Redentore a Rio de Janeiro, finché non viene distrutto il sigillo maestro situato in Giappone. Ha il controllo del fulmine.
- Retsuark (レツアーク?, Retsuaaku) è l'ultimo dei tre demoni ed inizialmente era rinchiuso nella necropoli di Giza. Ha il potere di evocare i demoni.

## Doppiaggio
| Personaggi          | Doppiatore giapponese |
| ------------------- | --------------------- |
| Kotaro Kirigakure   | Ai Orikasa            |
| Yousuke Kazamatsuri | Omi Minami            |
| Rikiya Ryuzaki      | Bin Shimada           |
| Yaminorius III      | Kazuyuki Sogabe       |
| Gokuark             | Masaharu Satō         |
| Seiyark             | Ken Yamaguchi         |
| Retsuark            | Bin Shimada           |
| Toubei Kirigakure   | Ken'ichi Ogata        |
| Kasumi Kirigakure   | Miki Itō              |
| Yayoi Kirigakure    | Rika Fukami           |
| Aiko Tachibana      | Miki Itō              |
| Chinatsu Yuuki      | Yuri Shiratori        |
| Yurika Komaki       | Ikue Ōtani            |
| Katsura Takeda      | Rika Fukami           |
| Genzo Araki         | Ken'ichi Ogata        |
| Generale Takeda     | Tomomichi Nishimura   |

## Episodi
| Nº | Giapponese 「Kanji」 - Rōmaji                                         | In onda           | In onda |
| Nº | Giapponese 「Kanji」 - Rōmaji                                         | Giapponese        |         |
| 1  | 「ロボットみ～っけ！」 - Robotto mikke!                               | 1º aprile 1992    |         |
| 2  | 「超能力を大はっけん！」 - Chō nōryoku o dai hakken!                  | 8 aprile 1992     |         |
| 3  | 「秘密がばれちゃう～！」 - Himitsu ga bare chau!                      | 15 aprile 1992    |         |
| 4  | 「決闘！バイオリン合戦」 - Kettō! Baiorin gassen                      | 22 aprile 1992    |         |
| 5  | 「ケーキが逃げた！？」 - Kēki ga nigeta!?                             | 29 aprile 1992    |         |
| 6  | 「とんでとんで家庭訪問」 - Ton de ton de katei hōmon                  | 6 maggio 1992     |         |
| 7  | 「町が砂場に大変身！」 - Machi ga sunaba ni dai henshin!              | 13 maggio 1992    |         |
| 8  | 「ピンチ！ガンバルガー」 - Pinchi! Ganbarugā                          | 20 maggio 1992    |         |
| 9  | 「超能力でミラクル野球」 - Chō nōryoku de mirakuru yakyū              | 27 maggio 1992    |         |
| 10 | 「イカタコ兄弟(ブラザース)参上！」 - Ikatako kyōdai (burazāsu) sanjō! | 3 giugno 1992     |         |
| 11 | 「鷹介はビリビリ人間！！」 - Taka kai wa biribiri ningen!!            | 10 giugno 1992    |         |
| 12 | 「青空町が歩き出す！？」 - Aozoramachi ga aruki dasu!?                | 17 giugno 1992    |         |
| 13 | 「合言葉はケ～ロケロ」 - Aikotoba wa kerokero                         | 24 giugno 1992    |         |
| 14 | 「魔界クジラが空を飛ぶ」 - Makai kujira ga sorawotobu                 | 1º luglio 1992    |         |
| 15 | 「出てこい！リボルガー」 - Detekoi! Riborugā                          | 8 luglio 1992     |         |
| 16 | 「力哉対ガンバルガー！」 - Rikiya tai ganbarugā!                      | 15 luglio 1992    |         |
| 17 | 「恐怖！魔界の落とし穴」 - Kyōfu! Makai no otoshiana                  | 22 luglio 1992    |         |
| 18 | 「ドッキリ魔界肝だめし」 - Dokkiri makai kan dame shi                 | 29 luglio 1992    |         |
| 19 | 「走れ！逆転ラーメン」 - Hashire! Gyakuten rāmen                      | 5 agosto 1992     |         |
| 20 | 「そんなバナナの大決戦」 - Son'na banana no daisakusen                | 12 agosto 1992    |         |
| 21 | 「ゴクアーク復活！」 - Gokuāku fukkatsu!                              | 19 agosto 1992    |         |
| 22 | 「誕生！ゲキリュウガー」 - Tanjō! Gekiryūgā                           | 26 agosto 1992    |         |
| 23 | 「ききいっぱつの大合体」 - Kikī~tsu patsu no dai gattai               | 2 settembre 1992  |         |
| 24 | 「激突！まんがパニック」 - Gekitotsu Manga panikku                    | 9 settembre 1992  |         |
| 25 | 「ビックリ！透明人間」 - Bikkuri! Tōmei ningen                        | 16 settembre 1992 |         |
| 26 | 「魔界獣はコックさん！」 - Makai-jū wa kokku-san!                     | 23 settembre 1992 |         |
| 27 | 「出た！シノビガンバー」 - Deta! Shinobiganbā                         | 30 settembre 1992 |         |
| 28 | 「大荒れミラクル運動会」 - Ōare mirakuru undōkai                      | 7 ottobre 1992    |         |
| 29 | 「磁石でクッツキング！」 - Jishaku de kuttsukingu!                    | 14 ottobre 1992   |         |
| 30 | 「宇宙サイズで大暴れ！」 - Uchū saizu de dai abare!                   | 21 ottobre 1992   |         |
| 31 | 「タイムスリップ青空町」 - Taimusurippu aozoramachi                   | 28 ottobre 1992   |         |
| 32 | 「風船バスでフ～ワフワ」 - Fūsen basu de fuwafuwa                     | 4 novembre 1992   |         |
| 33 | 「かすみ対ガンバルガー」 - Kasumi tai ganbarugā                       | 11 novembre 1992  |         |
| 34 | 「魔界キッカイ！？学芸会」 - Makai kikkai!? Gakugei-kai               | 18 novembre 1992  |         |
| 35 | 「がんばれ！出前一人旅」 - Ganbare! Demae hitoritabi                  | 25 novembre 1992  |         |
| 36 | 「虎太郎がいっぱい！？」 - Kotarō ga ippai!?                          | 2 dicembre 1992   |         |
| 37 | 「コタツでデッドヒート」 - Kotatsu de deddohīto                       | 9 dicembre 1992   |         |
| 38 | 「正義のヤミノリウス！？」 - Seigi no yaminoriusu!?                   | 16 dicembre 1992  |         |
| 39 | 「サンタは街の大泥棒！」 - Santa wa machi no dai dorobō!              | 23 dicembre 1992  |         |
| 40 | 「ヒーローはモチ嫌い！？」 - Hīrō wa mochi-girai!?                    | 6 gennaio 1993    |         |
| 41 | 「愛した人は魔法使い」 - Ai shita hito wa mahōtsukai                  | 13 gennaio 1993   |         |
| 42 | 「驚き強敵！大マジック」 - Odoroki kyōteki! Dai majikku               | 20 gennaio 1993   |         |
| 43 | 「完全無欠のデート作戦」 - Kanzen muketsu no dēto sakusen             | 27 gennaio 1993   |         |
| 44 | 「大魔界の大秘密！」 - Dai makai no dai himitsu!                      | 3 febbraio 1993   |         |
| 45 | 「三大魔王、大復活！」 - San dai maō, dai fukkatsu!                   | 10 febbraio 1993  |         |
| 46 | 「おれたちは元気爆発！」 - Ore-tachi wa genki bakuhatsu!              | 17 febbraio 1993  |         |
| 47 | 「最終最後の大決戦！」 - Saishū saigo no daisakusen!                  | 24 febbraio 1993  |         |